# 美國LGBT權益
LGBT即Lesbian「女同性戀」、Gay「男同性戀」、Bisexual「雙性戀」與Transgender「跨性別者」的首字母縮寫。 美國對女同性戀、男同性戀、雙性戀與跨性別者權益的保障隨著時代發展愈趨成熟。根據美國聯邦最高法院勞倫斯訴德克薩斯州案判決，同性戀自2003年起已為全國合法；而有關詳細規定則依州而有所不同。
美國的同性戀歷史悠遠，但直到二十世紀以前，同性戀都必須隱匿性傾向以躲避法律迫害和社會歧視。由於早期社會的保守民風，流傳至今的同性戀歷史資料十分匱乏，造成現代研究困難重重；美國社會也因此發展出「衣櫃」一詞，用來描繪個人對性傾向的保密。長期對同志族群的邊緣化，使得同志在二十世紀初期逐漸形成一種次文化。
同性戀族群在美國的發展史如同多數國家，從最早被定義為罪惡、違法犯罪和疾病，最終除罪化為自然事實。由於美國各聯邦州有獨立的法律系統，同性戀合法化的歷程較為緩慢。1962年，伊利諾斯州首先廢除性悖軌法。在某些州別，直到2003年全國立法修正以前，同性戀一直是屬違法行為。
美國對同性戀立法的轉變，與傳統性別文化的自由化過程大致符合。隨著文化發展成熟，以及20世紀以後性別文化的傳統束縛逐漸衰弱、個人性自由學說的出現，美國社會開始重視同志權益。美國的同性戀解放運動興起於二次大戰期間，重要里程碑包括：金賽博士對性行為的研究（1948年）；馬太辛協會的創立（1950年）；民權運動（1955年1968年），其中部分支持者後來成為同志權利運動家；石牆事件（1969年）；同性戀解放陣線成立（1969年）；排除同性戀於美國精神醫學學會的疾病名單外（1973年）；愛滋危機的同性戀再教育運動（1981年起）；同性戀族群納入跨性別者（19世紀起）；以及21世紀的同性婚姻合法化運動。
同性婚姻在美國受到聯邦政府承認，同時根據最高法院在奧貝格費爾訴霍奇斯案的判決，各州亦須給予承認，並且不得拒絕發放結婚證書給予同性伴侶。最高法院判決，對同性配偶拒絕發放結婚證書，違反美國憲法正當法律程序和第十四修正案的平等保護條款。奧貝格費爾訴霍奇斯案的判決，也保障了同性伴侶能共同收養子女的權利。
美國已有20個州別和1個特別行政區立法禁止有關性傾向之歧視，12個州別和1個特別行政區並訂定法律禁止性別認同和性別氣質的相關歧視。根據2009年馬修·謝巴德法案所制定的聯邦法，性傾向和性別認同相關的仇恨罪也已懲處有據。
2016年6月，美國軍方取消了對跨性別軍人的禁令，准許他們公開在該國武裝部隊服役。這將保證沒有人因為性別身份而被「開除或不能重新入伍」。這項新規定，讓跨性別者可以在一年後入伍，只要他們在認同的性別中「穩定」了18個月。
2018年10月11日，纽约市长白思豪于当地时间9日签署了一项法案，法案同意在纽约市发放的出生证明添加男女以外的“X”这一性类别，有关部门表示，这个新增的性类别适用于那些不认为自己是男性或者女性的人，这部法律将于2019年1月1日生效。
2018年10月21日，纽约时报有报道指出，美国政府正在计划狭隘地定义“性别”概念，即只承认公民的第一性征决定的生理性别，从而将跨性别人士从民权保护中彻底排除掉。特朗普政府意图从根本上将“性别”的法律定义改为“出生时由生殖器决定，不可后天改变。”若按照此定义，跨性别者将不再会受到联邦法律的保护。。2018年10月22日，因不满政府的该行为，包括美国国家跨性别平等中心在内的多个性少数群体权益组织和人权运动组织在华盛顿白宫前举行集会，同时在美国其他地区也有游行或集会等示威活动发生。
2025年1月20日，特朗普签署行政命令，正式更改了“性别”的法律定义。2025年2月，美國軍方發佈新的行政備忘錄，重新規定受診斷性別焦慮症或表現出其症狀的跨性別者不得服役，並將逐步開除受診斷者或由本人自願離職。另外，服役者僅能依其生理性別服役。

## 美國原住民文化

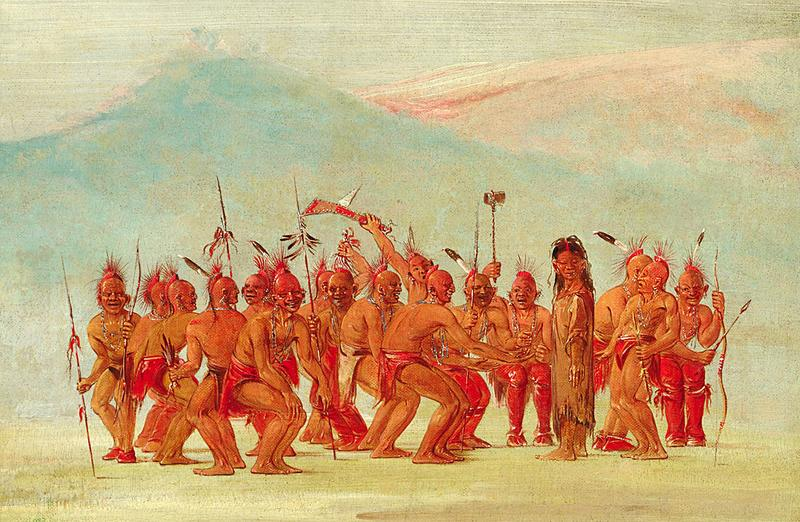
〈隨雙靈跳舞〉（Dance to the Berdache），喬治·卡特林（1796年－1872年）繪。

報告顯示，超過130種北美原住民的部落內存在一種特殊的男性階級：他們穿戴女性的衣著，進行編織、燒陶等女人的勞動工作，並和男人發生性行為。他們被稱為「雙靈」（berdache，又譯為「博達切」），意指一個身體內住著「二個靈魂」。雖然他們也被歸類入同性戀，但更準確而言，雙靈被視為「第三性」或「第四性」。最先踏上現今美國領土的歐洲人是基督教傳教士和探險家，包括努涅斯·卡韋薩·德巴卡、雅克·馬凱特、皮耶·利耶特和皮耶·法蘭索·雅韋·德夏洛克等。儘管歐洲人對民族學抱持興趣，如畫家喬治·卡特林曾在1830年投身觀察、描繪雙靈人，他們仍以歐洲人的觀點，倡議「淘汰」雙靈文化。經過歐洲文明統治後，即使後來原住民文化微有復興之態，原住民部落的雙靈多元性別文化已幾乎徹底絕跡。

## 18及19世紀

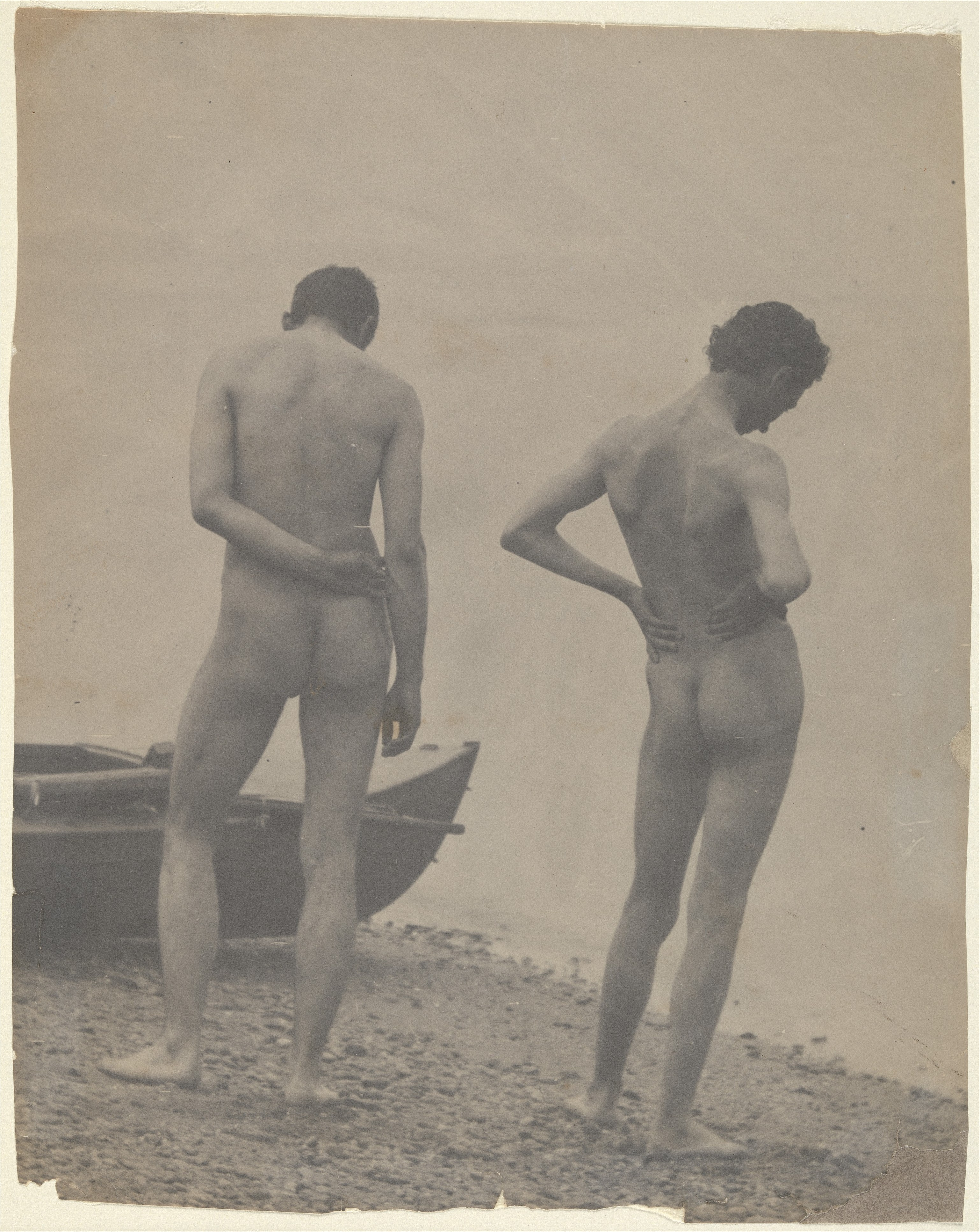
湯姆·艾金斯的自畫像，圖中另一名男子為約翰·勞里·華萊士，攝於1883年。艾金斯以同性戀相關創作著稱。

### 放寬刑罰
1776年美國獨立後，美國各州仍保留殖民時代的性悖軌法，規定男性間的性行為得處死刑。在多數州別，女性間的性行為行為也屬違法行為，但歷史上鮮有相關訴訟，其刑罰也比男同性戀輕微。受啟蒙運動和法國大革命影響，美國也全面展開自由化運動。1786年，賓夕法尼亞州在美國13個州別中首先廢止性悖軌罪的死刑，以10年有期徒刑及沒收所有財產取代。其他州別也追隨其後，紛紛將性悖軌行為的懲罰改訂為相較寬容的刑罰；其中南卡羅來納州遲至1873年才完成這項改革。

### 精神疾病學說
1896年隨著精神分析的出現，將同性戀認定為精神疾病的觀念達到鼎盛。事實上，早在19世紀初期，此類觀點便已有跡可循。時下性教育刊物如「青年指南」（The Young Man's Guide，威廉·安德勒斯·奧科特，1883年）、「青年貞節講座」（Lecture to Young Men on Chastity，西爾維斯特·葛拉罕，1834年）等，紛紛指出自慰和同性性行為等不當性行為，會導致嚴重的健康問題，包括：精神失常、亨丁頓舞蹈症、癲癇、智能障礙、癱瘓、中風、失明、疑病症和結核病。

## 1969年－1980年

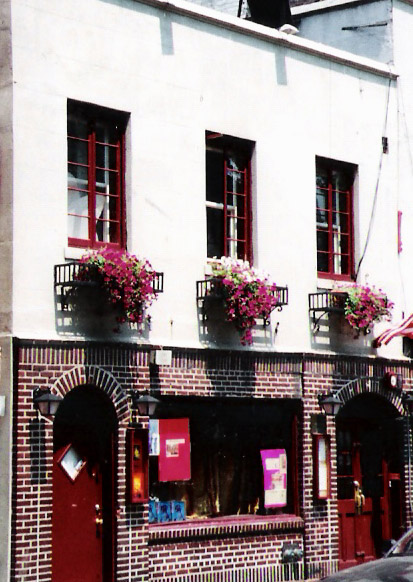
克里斯多福街上的石牆酒吧，紐約格林威治村街區，2005年。

### 石牆事件（1969年）
1960年代，紐約當局往往拒絕授予和同性戀者相關的酒吧賣酒執照；儘管如此，申請合法買賣不成的店家仍然維持酒業生意，警方也因此時常突擊檢查同志酒吧。1969年6月28日，紐約警方再度對「石牆酒吧」發動突襲，卻引發同志對暴行的反抗，展開為期數天的包圍行動，即「石牆事件」。至此之前，美國的同志從未以暴力方式抵抗官方的壓迫。因此，石牆事件使同性戀者在短期上史無前例的團結，同時也標誌著國際驕傲遊行運動的起點。回顧當時，石牆事件造就了許多同志運動家；他們的崛起，引領同性戀解放運動，走向如法國大革命時攻陷巴士底監獄般的象徵性開端。
然而，警方的突襲檢查並未因石牆事件而終止。1970年3月8日，警方瞄準格林威治村的另一家「蛇窖酒吧」，一舉逮捕了167人。在被拘留者中，一位年輕的阿根廷男子，害怕因此被取消簽證，而從窗戶跳出，摔成重傷。

### 限制同志婚姻及民事結合權利的修正案
| 州別         | 修正案                             | 禁令 / 限制權利                                                                  | 日期       | 支持             | 反對             | 批准 |
| ------------ | ---------------------------------- | -------------------------------------------------------------------------------- | ---------- | ---------------- | ---------------- | ---- |
| 1992年：     |                                    |                                                                                  |            |                  |                  |      |
| 科羅拉多州   | 2號修正案（1992年）                | 有利於恐同性戀、恐雙性戀及恐跨性別行為之相關法律的立法（後被聯邦最高法院撤銷）。 | 1992年11月 | 53%              | 47%              | 是   |
| 1998年：     |                                    |                                                                                  |            |                  |                  |      |
| 阿拉斯加州   | 2號公投案（1998年）                | 婚姻                                                                             | 1998年11月 | 68%（152,965）   | 32%（71,631）    | 是   |
| 夏威夷州     | 2號憲法修正案（1998年）            | 婚姻                                                                             | 1998年11月 | 69%（285,384）   | 31%（117,827）   | 是   |
| 2000年：     |                                    |                                                                                  |            |                  |                  |      |
| 內布拉斯加州 | 416條法律（2000年）                | 婚姻及民事結合                                                                   | 2000年11月 | 70%（450,073）   | 30%（189,555）   | 是   |
| 2002年：     |                                    |                                                                                  |            |                  |                  |      |
| 內華達州     | 2號公投案（2002年）                | 婚姻                                                                             | 2002年11月 | 67%（337,183）   | 33%（164,555）   | 是   |
| 2004年：     |                                    |                                                                                  |            |                  |                  |      |
| 阿肯色州     | 3號憲法修正案（2004年）            | 婚姻及民事結合                                                                   | 2004年11月 | 75%（753,770）   | 25%（251,914）   | 是   |
| 喬治亞州     | 1號憲法修正案（2004年）            | 婚姻及民事結合                                                                   | 2004年11月 | 76%（2,454,912） | 24%（768,703）   | 是   |
| 肯塔基州     | 1號憲法修正案（2004年）            | 婚姻及民事結合                                                                   | 2004年11月 | 75%（1,222,125） | 25%（417,097）   | 是   |
| 路易斯安那州 | 1號憲法修正案（2004年）            | 婚姻及民事結合                                                                   | 2004年9月  | 78%（618,928）   | 22%（177,103）   | 是   |
| 密西根州     | 04-2號州法律修正議案（2004年）     | 婚姻及民事結合                                                                   | 2004年11月 | 59%（2,698,077） | 41%（1,904,319） | 是   |
| 密西西比州   | 1號憲法修正案（2004年）            | 婚姻                                                                             | 2004年11月 | 86%（957,104）   | 14%（155,648）   | 是   |
| 密蘇里州     | 密蘇里州2號憲法修正案（2004年）    | 婚姻                                                                             | 2004年8月  | 71%（1,055,771） | 29%（439,529）   | 是   |
| 蒙大拿州     | 96號立法修正案                     | 婚姻                                                                             | 2004年11月 | 67%（295,070）   | 33%（148,263）   | 是   |
| 北達科他州   | 1號憲法修正案（2004年）            | 婚姻及民事結合                                                                   | 2004年11月 | 73%（223,572）   | 27%（81,716）    | 是   |
| 俄亥俄州     | 1號州法律（2004年）                | 婚姻及民事結合                                                                   | 2004年11月 | 62%（3,329,335） | 38%（2,065,462） | 是   |
| 俄克拉荷馬州 | 711號公投案（2004年）              | 婚姻及民事結合                                                                   | 2004年11月 | 76%（1,075,216） | 24%（347,303）   | 是   |
| 奧勒崗州     | 36號公投案（2004年）               | 婚姻                                                                             | 2004年11月 | 57%（1,028,546） | 43%（787,556）   | 是   |
| 猶他州       | 3號憲法修正案（2004年）            | 婚姻及民事結合                                                                   | 2004年11月 | 66%（593,297）   | 34%（307,488）   | 是   |
| 2005年：     |                                    |                                                                                  |            |                  |                  |      |
| 堪薩斯州     | 1號法律修正提案                    | 婚姻及民事結合                                                                   | 2005年4月  | 70%（414,106）   | 30%（178,018）   | 是   |
| 德克薩斯州   | 2號提案（2005年）                  | 婚姻及民事結合                                                                   | 2005年11月 | 76%（1,718,513） | 24%（536,052）   | 是   |
| 2006年：     |                                    |                                                                                  |            |                  |                  |      |
| 阿拉巴馬州   | 婚姻神聖性修正案                   | 婚姻及民事結合                                                                   | 2006年6月  | 81%（734,746）   | 19%（170,399）   | 是   |
| 亞利桑那州   | 107號提案（2006年）                | 婚姻及民事結合                                                                   | 2006年11月 | 48%（721,489）   | 52%（775,498）   | 否   |
| 科羅拉多州   | 科羅拉多州43號憲法修正案（2006年） | 婚姻                                                                             | 2006年11月 | 56%（768,700）   | 44%（612,155）   | 是   |
| 愛達荷州     | 2號修正案                          | 婚姻及民事結合                                                                   | 2006年11月 | 63%（281,823）   | 37%（163,191）   | 是   |
| 南卡羅來納州 | 憲法修正案（2006年）               | 婚姻及民事結合                                                                   | 2006年11月 | 78%（818,894）   | 22%（230,674）   | 是   |
| 南達科他州   | 編號C憲法修正案（2006年）          | 婚姻及民事結合                                                                   | 2006年11月 | 52%（172,237）   | 48%（160,756）   | 是   |
| 田納西州     | 婚姻保護修正案                     | 婚姻                                                                             | 2006年11月 | 81%（1,417,315） | 19%（326,335）   | 是   |
| 維吉尼亞州   | 1號憲法修正案（2006年）            | 婚姻及民事結合                                                                   | 2006年11月 | 57%（1,325,668） | 43%（1,003,967） | 是   |
| 威斯康辛州   | 1號公投案（2006年）                | 婚姻及民事結合                                                                   | 2006年11月 | 59%（1,260,554） | 41%（861,554）   | 是   |
| 2008年：     |                                    |                                                                                  |            |                  |                  |      |
| 亞利桑那州   | 102號提案                          | 婚姻                                                                             | 2008年11月 | 49%              | 42%              | 是   |
| 加利福尼亞州 | 8號提案（2008年）                  | 婚姻                                                                             | 2008年11月 | 52.5%            | 47.5%            | 是   |
| 佛羅里達州   | 2號憲法修正案                      | 婚姻及民事結合                                                                   | 2008年11月 | 62.5%            | 37.5%            | 是   |
| 阿肯色州     | 1號憲法修正案（2004年）            | 收養                                                                             | 2008年11月 | 53%              | 47%              | 是   |

## 全國現況
| 項目                                                   | 合法性                                                                           |
| ------------------------------------------------------ | -------------------------------------------------------------------------------- |
| 同性性行為合法性                                       | (自2003年起全國實施)                                                             |
| 可發生性關係的法定年齡一致                             | 聯邦：（聯邦政府公務人員除外） 各州份：/ (各州不同)                              |
| 反歧視法執行（教育及僱佣）                             | 聯邦： 各州份：/ (各州不同)                                                      |
| 反歧視法適用於商品及服務法規                           | 聯邦： 各州份：/ (各州不同)                                                      |
| 反歧視法適用於所有其他領域（包括：間接歧視、仇恨言論） | / (各州不同)                                                                     |
| 同性婚姻                                               | (自2015年起全國實施)                                                             |
| 承認同性間的伴侶關係                                   | (自2015年起全國實施)                                                             |
| 同性伴侶可共同撫養                                     | (自2015年起全國實施)                                                             |
| LGBT群體可公開從軍服役                                 | (性傾向，自2011年起) (跨性別，2016年-2018期间，2021年后允許，2025年又重新被禁止) |
| 女同性戀進行體外受精之合法管道                         | 是                                                                               |
| 男同性戀委託商業代理孕母                               | 是                                                                               |
| 允許男男性接觸者（MSM）進行捐血                        | 跨性別女性： （性交後需延緩一年）                                                |
| 重新指定法律性別程序存在                               | / (各州不同)                                                                     |

## 各州份現況（就業方面）
| 州份／領地         | 男女同性戀及雙性戀者反僱佣歧視 | 跨性別者反僱佣歧視     |
| ------------------ | ------------------------------ | ---------------------- |
| 加利福尼亚州       | 公家、私家員工均獲保障         | 公家、私家員工均獲保障 |
| 德克萨斯州         | 沒有任何保障                   | 沒有任何保障           |
| 纽约州             | 公家、私家員工均獲保障         | 只保障公務人員         |
| 佛罗里达州         | 沒有任何保障                   | 沒有任何保障           |
| 伊利诺伊州         | 公家、私家員工均獲保障         | 公家、私家員工均獲保障 |
| 俄亥俄州           | 只保障公務人員                 | 沒有任何保障           |
| 密西根州           | 只保障公務人員                 | 只保障公務人員         |
| 喬治亞州           | 沒有任何保障                   | 沒有任何保障           |
| 宾夕法尼亚州       | 只保障公務人員                 | 只保障公務人員         |
| 新泽西州           | 公家、私家員工均獲保障         | 公家、私家員工均獲保障 |
| 北卡罗来纳州       | 沒有任何保障                   | 沒有任何保障           |
| 马萨诸塞州         | 公家、私家員工均獲保障         | 公家、私家員工均獲保障 |
| 华盛顿州           | 公家、私家員工均獲保障         | 公家、私家員工均獲保障 |
| 亚利桑那州         | 只保障公務人員                 | 沒有任何保障           |
| 印第安纳州         | 只保障公務人員                 | 只保障公務人員         |
|                    | 只保障公務人員                 | 只保障公務人員         |
| 密苏里州           | 只保障公務人員                 | 沒有任何保障           |
| 马里兰州           | 公家、私家員工均獲保障         | 公家、私家員工均獲保障 |
| 俄勒冈州           | 公家、私家員工均獲保障         | 公家、私家員工均獲保障 |
| 肯塔基州           | 只保障公務人員                 | 只保障公務人員         |
| 田纳西州           | 沒有任何保障                   | 沒有任何保障           |
| 科罗拉多州         | 公家、私家員工均獲保障         | 公家、私家員工均獲保障 |
| 威斯康星州         | 公家、私家員工均獲保障         | 沒有任何保障           |
| 明尼苏达州         | 公家、私家員工均獲保障         | 公家、私家員工均獲保障 |
| 路易斯安那州       | 沒有任何保障                   | 沒有任何保障           |
| 南卡罗来纳州       | 沒有任何保障                   | 沒有任何保障           |
| 亚拉巴马州         | 沒有任何保障                   | 沒有任何保障           |
| 奧克拉荷馬州       | 沒有任何保障                   | 沒有任何保障           |
| 内华达州           | 公家、私家員工均獲保障         | 公家、私家員工均獲保障 |
| 堪萨斯州           | 沒有任何保障                   | 沒有任何保障           |
| 阿肯色州           | 沒有任何保障                   | 沒有任何保障           |
| 康涅狄格州         | 公家、私家員工均獲保障         | 公家、私家員工均獲保障 |
|                    | 公家、私家員工均獲保障         | 公家、私家員工均獲保障 |
| 密西西比州         | 沒有任何保障                   | 沒有任何保障           |
| 犹他州             | 公家、私家員工均獲保障         | 公家、私家員工均獲保障 |
| 夏威夷州           | 公家、私家員工均獲保障         | 公家、私家員工均獲保障 |
| 缅因州             | 公家、私家員工均獲保障         | 公家、私家員工均獲保障 |
| 華盛頓哥倫比亞特區 | 公家、私家員工均獲保障         | 公家、私家員工均獲保障 |
| 新墨西哥州         | 公家、私家員工均獲保障         | 公家、私家員工均獲保障 |
| 西弗吉尼亚州       | 沒有任何保障                   | 沒有任何保障           |
| 内布拉斯加州       | 沒有任何保障                   | 沒有任何保障           |
| 新罕布什尔州       | 公家、私家員工均獲保障         | 沒有任何保障           |
| 罗得岛州           | 公家、私家員工均獲保障         | 公家、私家員工均獲保障 |
| 爱达荷州           | 沒有任何保障                   | 沒有任何保障           |
| 南达科他州         | 沒有任何保障                   | 沒有任何保障           |
| 特拉华州           | 公家、私家員工均獲保障         | 公家、私家員工均獲保障 |
| 佛蒙特州           | 公家、私家員工均獲保障         | 公家、私家員工均獲保障 |
| 蒙大拿州           | 只保障公務人員                 | 沒有任何保障           |
| 阿拉斯加州         | 只保障公務人員                 | 沒有任何保障           |
| 怀俄明州           | 沒有任何保障                   | 沒有任何保障           |
| 北达科他州         | 沒有任何保障                   | 沒有任何保障           |

## 腳註
1. ↑  . BBC. 2016-06-30  [2016-07-01]. （原始内容存档于2020-03-23）.
2. ↑  . Chinanews. 2018-10-11  [2018-10-23]. （原始内容存档于2019-08-22）.
3. ↑  . epochtimes. 2018-10-22  [2018-10-23]. （原始内容存档于2020-09-18）.
4. ↑  . 美国之音. 2018-10-22  [2018-10-26]. （原始内容存档于2020-03-23）.
5. ↑  Ingle, Davis. . The White House. 2025-01-21  [2025-01-21] （美国英语）.
6. ↑  . DoD News, the US. 2025-02-28  [2025-06-16].
7. ↑  關於「berdache」的介紹，可參見：吳紹文. . 《台灣立報》. 2003-04-14  [2011-611]. （原始内容存档于2016-06-23）.
8. ↑  Byrne Fone. . 2001: 322-324. ISBN 9780312420307 （英语）.
9. ↑  McGarry/Wasserman. . : p.32.
10. ↑  Fone, p. 332
11. ↑  WM. A. Alcott. . 1998-4  [2011-06-10]. （原始内容存档于2017-04-30） （英语）.
12. ↑  McGarry/Wasserman, p. 6, 17 ff., 33.
13. ↑  Robert Amsel. . 1987-09-15  [2011-06-11]. （原始内容存档于2021-04-15） （英语）.
14. ↑  David Young. . 2008-11-04  [2011-06-12]. （原始内容存档于2016-04-14）.
15. ↑  . DoD News, the US. 2025-02-28  [2025-06-16].

### 整體
- Brett Beemyn (Ed.) (编). . New York: Routledge. 1997. ISBN 0-415-91389-6 （英语）.
- Allida M. Black (编). . Temple University Press. 2001. ISBN 1-56639-872-X （英语）.
- Jonathan Katz. . Thomas Y. Crowell Company. 1976. ISBN 0-690-01164-4 （英语）.
- Molly McGarry, Fred Wasserman. . New York: Penguin Studio. 1998. ISBN 0-670-86401-3 （英语）.
- Neil Miller. . Advocate Books. 2005. ISBN 1-55583-870-7 （英语）.
- Neil Miller. . New York: The Atlantic Monthly Press. 1989. ISBN 0-87113-304-0 （英语）.
- Henry L. Minton. . University of Chicago Press. 2001. ISBN 0-226-53044-2 （英语）.
- Leila J. Rupp. . University of Chicago Press. 2002. ISBN 0-226-73156-1 （英语）.

### 女同性戀歷史
- Lillian Faderman. . New York: Columbia University Press. 1991. ISBN 0-14-017122-3 （英语）.
- Lillian Faderman. . Boston, New York: Houghton Mifflin Company. 1999. ISBN 0-395-85010-X （英语）.
- Elizabeth Kennedy, Madeline Davis. . Penguin. 1993. ISBN 0-14-023550-7 （英语）.
- Pat Califia. . Naiad Press. 1988. ISBN 0-941483-24-X （英语）.

### 其他特定事件
- Byrne Fone. . New York: Picador. 2001. ISBN 0-312-42030-7 （英语）.
- Vito Russo. . New York: Harper & Row. 1987. ISBN 0-06-096132-5 （英语）.
- Rodger Streitmatter. . Boston: Faber and Faber. 1995. ISBN 0-571-19873-2 （英语）.
- Pat Califia. . Cleis Press. 2001. ISBN 1-57344-132-5 （英语）.
- Eric Marcus. . New York: Harper Collins Publishers. 1992. ISBN 0-06-016708-4. collection of biographies （英语）.
- Gayle Rubin, Henry Abelove (Ed.). . New York: Routledge. 1993 (first edition of 1984) （英语）.
- Gayle Rubin. Ellen Lewin, William Leap , 编. . Urbana: University of Illinois Press. 2002. ISBN 0-252-07076-3 （英语）.
- Stuart Timmons. . Boston: Alyson. 1990. ISBN 1-55583-175-3 （英语）.

## 外部連結
- 美國男女同性戀歷史：20世紀簡介（英文）
- 背負歷史的人們 （页面存档备份，存于）：LGBT歷史線上指南（英文）